# ジョルジュ・ルボン
フェリクス・フレデリック・ジョルジュ・ルボン（Félix Frédéric Georges Lebon、1845年2月10日 - 1923年10月11日）は、フランスの軍人、砲兵技術者。明治政府の招聘により派遣されたフランス第二次軍事顧問団の一員として1872年5月に来日し、一時帰国を挟んで1876年7月まで造兵技術を伝授して銃砲や弾薬の製造を指導し、さらに砲科の演習も指導した。

## 経歴

### 生い立ち
ルボンは、ブルターニュのモルレーに代々城を継承している名家に生まれた。父エティエンヌ＝フェリクス・ルボン (Étienne-Félix Lebon、1811年 - 1870年）は上級司法官であった。
1864年10月、軍事省管轄のエコール・ポリテクニークに入学し、卒業後は1866年2月に陸軍少尉として第8歩兵連隊に配属されたが、同年11月にそこを離れ、1867年1月から砲兵工科専門学校に学んで、1868年2月に第11砲兵連隊に配属された。1870年7月に勃発した普仏戦争の戦闘に参加し、同年10月には捕虜となり、1871年3月までエムスの捕虜収容所にいた。
戦後は、1871年5月に陸軍大尉に昇任して砲兵製造局兼勤砲兵司令官となったが、1872年1月には1等大尉となり、3月には日本へ派遣される軍事顧問団（陸軍教師団）の砲兵科長に選ばれた。

### 日本での動向
1872年5月17日に横浜に到着、19日には教師館になった永田町の旧・彦根藩邸に入った。ここを拠点に小石川の旧・水戸藩邸に設けられていた造兵司へ通い、動力用水車の設置などの指導にあたった。
1873年6月に、新たに砲兵の下士官2名がフランスから到着すると、砲兵の演習指導もおこなわれるようになる。また、小石川造兵司は、1876年に東京砲兵本廠と改称された。
銃砲の製造が本格化するとともに、ルボンは東京近郊に演習地を求めて各地を回り、後に習志野と改名される元釜谷原一帯などを演習地に選定し、その後もしばしば演習地に出張した。また、1974年8月から11月にかけては、長崎をはじめ西日本へ出張した。
1873年3月に日本を離れてフランスに一時帰国し、1876年1月に再来日したが、同年7月24日には明治天皇に謁見した後、離任して帰国の途に就いた。
ルボンの日本における功績に対しては、1878年5月23日付で勲四等旭日小綬章が授与された。

### フランスでの昇進
帰国後のルボンは、1884年には在ブリュッセルフランス公使館付き少佐となり、以降、1898年に旅団将官、1902年に師団将官、1905年に軍団将官を経て1907年には軍事参事官と、軍人として順調に昇進し、1909年には高等会議員中将となった。
この間、1903年には、レジオンドヌール勲章コマンドゥールを受章した。またルボンには、日本からの留学生を指導したことなどを理由に1884年9月8日付で勲三等旭日中綬章が授与されたが、さらに1909年9月23日付で勲一等旭日中大綬章が授与される特進叙勲がおこなわれた。
なお、親日家としても知られていたルボンは、仏日協会の副会長も務めた。

### 明治天皇の大葬
明治天皇の大葬に際し、フランス政府は大統領名代としてルボンを再び日本に派遣した。ルボンは、夫人と、陸軍士官であった息子2人を帯同し、一行計9名で1912年8月26日にパリを出発し、シベリア鉄道、満鉄を経て、9月8日に下関、9日夜に東京・新橋駅へ到着した。
9月10日には、大喪の礼に参列する各国代表への叙勲の一環として、ルボンに勲一等旭日桐花大綬章が授与されたのをはじめ、一行のうち他3名にも叙勲がおこなわれた。
9月12日には、宮中で乃木希典に会見した。
9月13日に青山葬儀場でおこなわれた大喪儀では、ルボンは葬場殿の最前列右側に列席した。
9月18日には、大葬の日に自刃した乃木の葬儀に参列した。
この前後、東京では、陸軍関係の施設を訪問し、また、かねて親交のあった多数の陸軍関係者と様々な会合で接触したが、その中には朝鮮総督・寺内正毅、陸相・上原勇作、元帥・山縣有朋、元帥・大山巌らがいた。
ルボン一行は、9月29日に飯田町駅を発って東京を離れ、各地を回った後、10月9日に下関から釜山へ渡った。この帰路では、奉天、旅順の戦跡も視察している。

### 晩年
晩年のルボンは、パリの住まいとモルレーの城を行き来して生活し、最期はモルレーの城で死去した。

## 遺されたもの
滞日中のルボンは、しばしば箱根の木賀にあった旅籠「神代楼亀屋」への逗留を楽しんだが、1912年の再来日の際にも当地へ立ち寄ったものの、往年の旧知の人々はすでにこの世になく感慨にふけったという。このエピソードを踏まえ、1913年5月31日に亀屋の敷地内に「ルボン将軍再遊の碑（婁盆将軍再遊碑）」が建てられた。漢文と仏文が刻まれたこの碑は、その後場所を移した。
四街道市の大土手山は、ルボンの指導により設けられた陸軍砲兵射的学校（後の陸軍野戦砲兵学校）の演習の的として使われた山であり、「ルボン山」とも称されている。
東京大学史料編纂所には、ルボン個人に関する資料のほか、生産技術関連資料、建物関連資料、カタログなど、ルボンが残した資料134点から成る「ルボン家資料」が収蔵されている。